# Ɲ
Das Ɲ (kleingeschrieben ɲ) ist ein Buchstabe des lateinischen Schriftsystems. Es besteht aus einem N mit einem nach links gerichteten Haken, das vom linken Bein des N ausgeht, und ist in dieser Hinsicht vom Ŋ zu unterscheiden, dessen Haken vom rechten Bein ausgeht. Der Buchstabe ist im Afrika-Alphabet enthalten und wird in Sprachen wie z. B. Bambara und Fulfulde für einen stimmhaften palatalen Nasal verwendet, einem Laut, dessen Aussprache der des spanischen Ñ ähnelt. Der Kleinbuchstabe ɲ wird auch im internationalen phonetischen Alphabet verwendet und steht dort für ebendiesen Laut.

## Darstellung auf dem Computer
Mit LaTeX kann das Ɲ mit Hilfe der fc-Schriften dargestellt werden. Die zugehörigen Befehle sind \m J für das große und \m j für das kleine Ɲ.
Unicode enthält das Ɲ an den Codepunkten U+019D (Großbuchstabe) und U+0272 (Kleinbuchstabe).